# Eichental (Neunburg vorm Wald)
Eichental ist ein Ortsteil der Stadt Neunburg vorm Wald im Landkreis Schwandorf in Bayern.

## Geographie
Eichental liegt circa sechs Kilometer südwestlich von Neunburg vorm Wald an der ehemaligen Bahnstrecke Bodenwöhr–Rötz auf der heute mehrere überregionale Radwege verlaufen und nahe der Staatsstraße 2398, die Neunburg vorm Wald mit der B 85 in Bodenwöhr verbindet. 
Eichental liegt zudem am Grasenbach, der etwa 500 Meter weiter westlich aus dem Lindenweiher entspringt und sich ungefähr vier Kilometer weiter südlich mit dem Pechmühlbach zum Sulzbach vereinigt.

## Geschichte
Am 23. März 1913 war Eichental Teil der Pfarrei Penting, bestand aus einem Haus und zählte drei Einwohner.
Am 31. Dezember 1990 hatte Eichental acht Einwohner und gehörte zur Pfarrei Penting.